# Szatmári Orsolya
Szatmári Orsi (Balassagyarmat, 1975. június 30. –) eMeRTon-díjas magyar énekesnő, énektanár.

## Életútja
Ötéves korában zenei előképzőbe járt Balassagyarmaton, majd ezt követően kilenc évig zongorázni tanult. 15 évesen felvételt nyert egy Popsztár képző tehetségkutató iskolába. A záróvizsga legjobbjaként lemezszerződést kapott.
1992-ben a X. jubileumi Ki mit tud? Nógrád megyei döntőjét énekes kategóriában megnyerte. Itt figyelt fel rá a szlovák Magic Power zenekar, akikkel 1993-1995. között Nyugat-Európában (Németországban, Ausztriában és Olaszországban) turnézott.
Zeneszerzői énjét legelőször az Aerodinamic dance formációban mutatta meg.
1996-ban fél évet töltött az USA-ban, ahol megszerette a countryzenét és lehetősége nyílt helyi klubokban fellépni.
Hazatérve Magyarországra, 1997-ben az instrumentális trance zenét játszó Bionic együttes vendégénekese lett. A Gyere velem c. nagylemezen dalszerzőként is feltűnik. Egy maxi CD-t, egy nagylemezt készítettek és két videóklipet is forgattak.
1998-ban Friderikusz Sándor felkérte a Meglepő és mulatságos néven futó talkshow-jához készült főcímdal eléneklésére.
Énekesnői teendői mellett 1998-tól hangképzéssel is foglalkozik.
1999-ben közreműködött DJ Newl Indulj el c. klasszikus house stílusú számában, amely az Incognito zenekar Always there dalának feldolgozása.
2000-ben újabb főcímdal találta meg, a Barátok közt c. televíziós sorozat címadó dala.
Még ebben az évben Galambos Zoltán – az angolszász-pop zenét játszó AKT együttes zeneszerzője, zenei producere és egyben tagja – castingra hívta és be is választotta a zenekarba. A Megtalálsz c. nagylemezről a Csak a szerelem számít, és az Emlékszem c. dalt jelentették meg.
Pályafutása során több külföldi tehetségkutató fesztiválon vett részt. Jugoszláviában közönségdíjat kapott, Macedóniában pedig második helyezett lett, melyet a Magyar Rádió és Televízió eMeRTon-díjjal jutalmazott, mint a 2000. év felfedezettje.
Tehetségének rendkívüli sokoldalúságát a szakma már korán elismerte. Közreműködő partnernek kérte fel többek között: az Irigy Hónaljmirigy, Cserháti Zsuzsa, és Zoltán Erika. Az Irigy Hónaljmirigy számos nagy slágere is az ő hangján szólal meg (Spájz Görlz vagyok, Lökhárító, Dal a csávóról, Reszkess világ, Tátogok, mint a hal stb.). Vokálozott Cserháti Zsuzsa Hamu és gyémánt c. aranylemezén.
2003-ban Micheller Myrtillel, Wolf Katival és Urbán Orsival megalapította az Enjoy quartettet. Soul / funky világslágerekkel turnéztak.
2003 áprilisában jelent meg Minden más címmel első, önálló szólólemeze, melynek zeneszerzői és produceri feladatait is ő maga végezte. Az albumon szereplő dalok szövegei Szabó Ágnes, Ádori Péter és Várszegi Ákos munkáit dicsérik.
2007-ben csatlakozott a Máté Péter Emlékzenekar produkcióhoz, amellyel Szöulban is nagy sikert arattak 2008 májusában.
Az MTV által szervezett 2008-as Eurovíziós Dalverseny magyarországi döntőjének 15 legjobb produkciójába került Véletlen c. dalával.
Ez év végén a Cadillac, Kovacsics Ádámot, a Unique együttes frontemberét és zeneszerzőjét kérte fel, hogy írjon egy dalt az autómárka népszerűsítéséhez. A zenében rejlő elegancia, minőség és megbízhatóság közvetítését Orsi hangjában találták meg. Az Életem filmje címet viselő szerzemény, mely az 50-es, 60-as évek hangulatát tükrözi, a Jazzy Rádió lejátszási listáján a mai napig előkelő helyet foglal el.
2010-ben Gönczi Gábor és a Smile zenekar vendégénekesnőként számított szakmai tudására és munkájára. A közös együttműködést a Müpa-ban megtartott Dívák éjszakája nagykoncert zárta.
Countryzene iránti szeretetének hódolva 2010. nyarán feldolgozta Richard Tompson Tearstained Letter c. dalát. Magyar szövegét a Bojtorján együttesből ismert Vörös Andor írta. A Gyűrött levél videóklipjét – művészi kitérőként – saját maga rendezte.
Ugyanebben az évben, szintén a countryzene jegyében, látott napvilágot a Karácsony éjjel c. szerzői dala.
2011-ben, az RTL Klubon futó X-Faktor zenei tehetségkutató show-műsor producere beválasztotta a négy tagú énektanári csapatba. Nagy Feró, Tóth Gabi, Gáspár Laci, Radics Gigi mentori munkáit segítette szakmai tudásával. Az öt évad alatt olyan versenyzőket készített fel, mint Muri Enikő, Csobot Adél, Kováts Vera, Péterfy Lili, ByTheWay, Gubik Petra, Csordás Ákos, Balogh Eszter, Fejes Szandra, Szabó Ádám stb.
2013-ban a Csillag születik tehetségkutató műsorban is énektanári feladatokat látott el.
2018 decemberében 20 éves pályafutását Életem filmje c. akusztikus albumával ünnepelte, melyen legismertebb dalai hangzanak el.
Újragondolva önmagát 2019-ben saját szerzeménnyel jelentkezett Új világ címmel, amit a könnyed, dallamos, bossa nova hangzás világú Önarckép c. dala követett.

## Diszkográfia

### Albumok
- Bionic: Gyere velem, 1998
- AKT: Megtalálsz, 2001
- Minden más, 2003
- Életem filmje, 2018

### Kislemezek
- Bionic: Gyere velem, 1998
- Meglepő és mulatságos, 1998
- Irigy Hónaljmirigy: Spájz Görlz vagyok (Snassz Vegas!), 1998
- Irigy Hónaljmirigy: Lökhárító (Snassz Vegas!), 1998
- Irigy Hónaljmirigy: Tátogok, mint a hal (Snassz Vegas!), 1998
- DJ Newl: Indulj el, 1999
- Barátok közt, 2000
- Úgy szeress, 2000
- AKT: Csak a szerelem számít, 2000
- Irigy Hónaljmirigy: Dal a csávóról (Flúgos futam), 2001
- AKT: Emlékszem, 2001
- Bújj hozzám, 2003
- Várlak újra, 2003
- Irigy Hónaljmirigy: Reszkess világ (K.O. Média), 2007
- Véletlen (Eurovíziós versenydal), 2008
- Életem filmje, 2008
- Gyűrött levél, 2010
- Karácsony éjjel, 2010
- Új világ, 2019
- Önarckép, 2019

## Díjak, elismerések
- eMeRTon-díj (2000)
- II. helyezés: Nemzetközi Dalfesztivál, Szkopje, Macedónia (Magyar Rádió szervezésében) (2001)
- Közönségdíj: Nemzetközi Dalfesztivál, Zrenyalin, Szerbia (Magyar Rádió szervezésében) (2000)